# Carlos Toranzo Montero
Carlos Severo Toranzo Montero (Turín, Italia; 8 de julio de 1902-Buenos Aires, Argentina; 27 de mayo de 1977) fue un militar argentino y presidente del movimiento de Scout en Argentina, que alcanzó el grado de teniente general. Fue comandante en jefe del Ejército en dos oportunidades: desde el 14 de agosto de 1959 hasta el 2 de septiembre de ese año y luego desde el 4 de septiembre de 1959 hasta su relevo definitivo el 23 de marzo de 1961.

## Carrera militar
Tras haber finalizado sus estudios secundarios y haber adoptado la ciudadanía argentina, Toranzo Montero ingresó al Colegio Militar de la Nación el día lunes 3 de marzo de 1919. Egresó como subteniente del arma de caballería el martes 20 de diciembre de 1921, entre los últimos puestos de los 96 egresados.
Cuando estalló la Revolución de 1930, era teniente primero y estaba en el Regimiento 8 de Caballería de Campo de Mayo. Estuvo en contra del golpe al igual que su padre el general de división Severo Toranzo, por su simpatía con el radicalismo.
Estuvo sancionado bajo el gobierno del general Perón y adhirió al antiperonismo radical más reaccionario, identificado con Miguel Ángel Zavala Ortiz.

### Papel en la Revolución Libertadora
En la conspiración que derivó en el golpe de Estado del 16 de septiembre de 1955 contra el gobierno constitucional de Juan Domingo Perón, el entonces Coronel Toranzo Montero tuvo un papel activo colaborando con el bombardeo de Plaza de Mayo meses antes. Mantenía correspondencia con el Mayor de caballería Juan José Montiel Forzano, jefe de un destacamento de la agrupación de tropas blindadas de Curuzú Cuatiá Giorello dijo que era antiperonista y que había hablado con sus colaboradores inmediatos: en caso de un nuevo intento de golpe de Estado empezarían siendo neutrales. De todos modos, Montiel Forzano reclutó para su complot a varios representantes de cada unidad: capitanes Eduardo Montés, Claudio Mas, Francisco Balestra; tenientes primeros Oscar Ismael Tesón, Jorge Cisternas, Hipólito Villamayor, Julián Chiappe; y el Teniente Ricardo García del Hoyo. Con estos hombres, el foco rebelde tuvo éxito en la provincia de Corrientes.
Durante la autodenominada Revolución Libertadora, Carlos Toranzo Montero fue designado embajador en Venezuela hasta finales de mayo de 1957, cuando el presidente Marcos Pérez Jiménez le dio un plazo de 2 días para abandonar el país como responsable de haber ordenado el asesinato del presidente Juan Domingo Perón en dos oportunidades. El primer intento de magnicidio fue impulsado por Toranzo Montero, quien habría contratado en Tánger a un sicario llamado Jack. El mandatario exiliado se encontraba en la capital venezolana el 25 de mayo de 1957 cuando un grupo de hombres que operaba bajo órdenes de Toranzo Montero hicieron volar con dinamita el auto con el que se movía Perón, quien salió indemne. Posteriormente a estos sucesos, Toranzo Montero fue enviado en mayo de 1958 a Washington D. C. a la Junta Interamericana de Defensa por el plazo de un año.
Por otra parte el entonces General de Brigada Carlos Toranzo Montero fue uno de los ideólogos principales en abocar al Ejército en las tareas de represión contra comunistas y peronistas. Desde 1957 se encargó de traer desde Francia a oficiales de ese país para entrenar a militares argentinos en técnicas de contrainsurgencia, transformándose en uno de los mentores de la doctrina de seguridad nacional.
Ascendió a general de división en diciembre de 1957.

### Designación como Comandante en Jefe del Ejército
Desde el comienzo de la gestión de Arturo Frondizi el 1 de mayo de 1958, los enfrentamientos internos entre sectores militares, y también entre éstos y los dirigentes civiles del gobierno, causaron fuertes y cada vez más profundos desequilibrios entre el Gobierno nacional y las Fuerzas Armadas. Uno de los primeros cortocircuitos generados por estos enfrentamientos tuvo lugar tras el respaldo de Frondizi y el General de División Héctor Solanas Pacheco al subsecretario del arma, Coronel Manuel Reimúndez. Este hecho desembocó en un alzamiento militar encabezado por el General de División Rosendo Fraga, ocurrido el 16 de junio de 1959, que —si bien no prosperó— causó el reemplazo del cuestionado Subsecretario Reimúndez. Tras esta asonada, Solanas Pacheco siguió en sus funciones de Secretario de Guerra y Comandante en Jefe del Ejército, con vistas a reducir a las facciones sediciosas a la obediencia. Sin embargo terminó por presentar su renuncia el 30 de junio de 1959.
Tras la partida del General de División Héctor Solanas Pacheco, quien se desempeñaba como Secretario del Ejército (cargo ministerial) y Comandante en Jefe del Ejército Argentino (cargo militar) en simultáneo, Frondizi se vio obligado a designar nuevos titulares para dichas vacantes. Para cubrir la posición dentro del gabinete, el presidente designó al retirado General de División Elbio Anaya, quien contaba con un enorme prestigio dentro del Ejército Argentino, así como reputación de opositor al peronismo. Con tal de que Anaya aceptara la designación como Secretario de Guerra Arturo Frondizi le aseguró carta blanca en lo referente a la conducción del Ejército. De manera provisional, entre el 30 de junio y el 14 de agosto de 1959, el Comando en Jefe del Ejército quedó a cargo del general de División Héctor Lambardi. El nuevo ministro, fiel tradicionalista del arma, designó al General de División más antiguo del arma para ocupar el Comando en Jefe del Ejército Argentino. Se trataba de Carlos Severo Toranzo Montero, quién era viejo conocido de Anaya, ya que siendo capitán, sirvió como subordinado de Anaya.
Antes de su designación como titular del ejército, Carlos Severo Toranzo Montero estaba sirviendo como delegado de la representación argentina ante la Junta Interamericana de Defensa, y era un activo promotor de la idea de reestructurar al Ejército Argentino para que éste tuviera como principal hipótesis de conflicto una guerra revolucionaria contra guerrillas comunistas. Era un militar sumamente politizado y que contaba con antecedentes de varias conspiraciones e insurrecciones en el pasado reciente. Y Arturo Frondizi preveía que esto les iba traer serios problemas tanto a él como al nuevo Secretario de Guerra, por lo que le sugirió a Elbio Anaya que reviera la designación de Toranzo Montero en ese puesto clave. Las sugerencias presidenciales cayeron en oídos sordos, por lo que Arturo Frondizi aprobó el nombramiento sobre la base de un pacto entre el Secretario del Ejército y Toranzo Montero cuya piedra angular era que este último no llevase a cabo cambios de personal en los puestos clave del Ejército Argentino.
Una vez puesto al frente del Comando en Jefe del Ejército Argentino el 14 de agosto de 1959, Carlos Severo Toranzo Montero demostró que sus intenciones de cumplir con lo acordado con el presidente y el secretario de guerra eran nulas. Toranzo Montero no iba a mantener a oficiales que no fuesen de su confianza en los puestos más estratégicos, ya que si no podía llevar adelante las reformas militares que pretendía instaurar en el ejército iba a quedar totalmente desacreditado ante sus oficiales, los cuales ante un fracaso suyo le pedirían su retiro.

### Sublevación de septiembre de 1959
La permanente insistencia de Carlos Severo Toranzo Montero en reemplazar a los oficiales designados por las anteriores conducciones para nombrar a los de su propio círculo desembocó en una crisis que se hizo manifiesta el 2 de septiembre de 1959. Ese día, el Secretario Elbio Anaya, con el beneplácito del presidente, destituyó a Toranzo Montero de su cargo luego de que éste buscase el relevo de varios generales en puestos clave en la estructura del Ejército. Sin embargo, una buena parte de los oficiales que se sentían identificados por las propuestas del Comandante en Jefe, se declararon en rebeldía para resistir la remoción de Toranzo Montero. En su lugar fue designado el entonces general de división Pedro Francisco Castiñeira, quién asumió el 3 de septiembre.
De los generales establecidos en el Gran Buenos Aires, catorce expresaron su disconformidad con la medida adoptada por el secretario Anaya y cablegrafiaron a todas las unidades del ejército exigiendo que tomaran una posición clara respecto de la situación de Toranzo Montero. La mayoría de éstos generales tenían bajo su mando importantes unidades de infantería. Carlos Severo Toranzo Montero, sintiéndose apoyado por la mayoría de sus camaradas de armas, se acantonó en la Escuela de Mecánica del Ejército durante la madrugada del 3 de septiembre ubicada en la ciudad de Buenos Aires. Estableció allí su puesto de comando desde donde se puso en contacto con todas las unidades del ejército para transmitir un mensaje claro: reasumía su cargo de Comandante en Jefe del Ejército Argentino.
La mayor parte de las guarniciones del ejército ubicadas en el interior del país se plegó a favor de Toranzo Montero, solo las unidades de caballería y artillería se mostraban a favor del secretario del Ejército Elbio Anaya. Durante la noche del 3 al 4 de septiembre las fuerzas leales a Frondizi y a Anaya compuestas por tanques y artilleros partieron de Campo de Mayo hacia las guarniciones rebeldes del Gran Buenos Aires, las cuales estaban dispuestas a resistir con infantería equipada con armas antitanques. Estaba el escenario dado para una confrontación abierta. Mientras tanto, la situación en las otras fuerzas era dispar. La Fuerza Aérea Argentina posiblemente se uniría al gobierno para reprimir a los rebeldes, pero la Armada Argentina se mostraba reticente a involucrarse en la represión.
Finalmente Arturo Frondizi tomó una medida desesperada la cual significó una fuerte disminución de su autoridad sobre las Fuerzas Armadas Argentinas. La decisión tomada desalentó a los sectores militares legalistas y produjo consternación en su partido. Luego de escuchar a todos sus colaboradores optó por invitar al sublevado Toranzo Montero a la Casa Rosada. El General de División Rodolfo Larcher se ofreció como mediador, aprovechando que era amigo en común de ambos interlocutores. Toranzo Montero dejó en claro que no tenía ninguna intención de derrocar al gobierno, y tras ello se acordó que el Secretario del Ejército Elbio Anaya sería reemplazado por Larcher y que Carlos Severo Toranzo Montero sería restituido en su cargo de Comandante en Jefe del Ejército.
Tras los apartamientos del Secretario Anaya y del recientemente asumido Comandante en Jefe del Ejército Pedro Castiñeira, Larcher juró como nuevo Secretario de Ejército y Toranzo Montero reasumió como Comandante en Jefe en las últimas horas del 4 de septiembre de 1959 y todas las unidades que habían sido movilizadas volvieron a sus cuarteles, dando por cerrada la crisis.

### Mayor politización en las filas del Ejército
Toranzo Montero fue el gran vencedor en la crisis, fortaleció sus autoridad al frente del Ejército, comenzó a poner en marcha la reorganización de su fuerza y comenzó a ejercer cada vez más influencia y presión sobre las políticas del gobierno de Arturo Frondizi. Por otra parte, para afianzar su control en la fuerza, el Comandante en Jefe del Ejército Argentino, realizó con la cooperación del secretario Larcher, grandes cambios de personal en la conducción de comandos importantes y nombró a oficiales de su confianza en todos las posiciones con asiento en el Gran Buenos Aires. Como resultado de esta "limpieza", solo un general de división continuó en actividad, pasando a retiro el resto de ellos junto a tres generales de brigada.
Una de las prácticas que puso en vigencia durante su permanencia en el cargo de titular del ejército fue la de una "reunión semanal de generales". En ellas no solo se trataban temas netamente de interés militar, sino también de interés común como por ejemplo, la política. Estas reuniones que se llevaban a cabo todos los lunes a la mañana comenzaron a politizar a los jerarcas que integraban la cúpula del ejército.
Las ambiciones de Carlos Severo Toranzo Montero comenzaron a ser cada vez mayores, ya no solo pretendía reformar la estrategia y la organización del Ejército Argentino para una guerra revolucionaria. Pretendía también que se adopten medidas tendientes a contrarrestar cualquier indicio de comunismo o de resurgimiento del peronismo, al que consideraba como un conglomerado de delincuentes vinculados entre sí, con sentido de poder y que cuyo objetivo es retornar al estado totalitario. Para ello consideró y exigió que todas las autoridades, municipales, provinciales y nacionales adoptaran medidas tendientes a neutralizar todo tipo de amenaza comunista o peronista. Se consideraba a él mismo con el deber de tutelar el accionar de las autoridades civiles y con la atribución de presionar al presidente las veces que fueran necesarias para que aplicase las políticas que desde el sector castrense se considerasen pertienentes.
La constante presión e intromisión del ejército en la política del gobierno del presidente Arturo Frondizi desde fines de 1959 generó constantes situaciones de tensión entre ambos sectores. En ocasiones el presidente terminaba cediendo a los planteos castrenses. Un ejemplo claro de ello tuvo lugar el 14 de marzo de 1960, cuando una serie de atentados perpetrados por guerrillas de extrema izquierda causó muertes militares y policiales. El presidente puso en marcha el denominado Plan CONINTES (Conmoción Interna del Estado). Este estado de emergencia le otorgaba a las Fuerzas Armadas la facultad de controlar directamente la represión de lo que consideraran terrorismo, también subordinaba las policías provinciales a la autoridad del ejército y permitía a los tribunales militares juzgar a civiles acusados de estar implicados en la promoción o participación de actos considerados subversivos o terroristas. Esto llevó a que el gobierno tuviera que reformar ciertas disposiciones del Código Penal de la Nación Argentina. Las presiones castrenses fueron tan inflexibles que hasta exigieron y lograron por parte de Frondizi la remoción del Gobernador Arturo Zanichelli y la subsiguiente intervención de la provincia de Córdoba.
No todos los oficiales del Ejército Argentino se mostraban a gusto con el tutelaje que la fuerza comandada por Toranzo Montero ejercía sobre el poder político. A una buena parte de ellos les enfadaba que se estuviera abandonando el profesionalismo militar. Comenzaron a aparecer algunas fisuras en el ejército que se plasmaron en algunas asonadas militares que fueron fácilmente dominadas.

### Crisis de octubre de 1960
El 1 de septiembre de 1960, tras una reunión de generales encabezada por Toranzo Montero, se llegó a la conclusión de proponerle al presidente soluciones "drásticas, urgentes y de fondo". Ya a partir del 12 de octubre la situación se tornó crítica luego de que el comandante en jefe del ejército, decidido a confrontar públicamente al gobierno, le formulase una serie de planteos verbales y le entregase posteriormente un memorándum con un contenido crítico hacia el accionar del gobierno en lo económico, en lo social y en lo político. Tras ello, Frondizi denunció públicamente la amenaza de un golpe militar y reafirmó que nunca dejaría de actuar acorde a los parámetros de la Constitución.
Pero sucedió algo que Carlos Toranzo Montero no imaginaba. Había perdido el apoyo del Secretario del Ejército Rodolfo Larcher. El militar miembro del gabinete no estaba dispuesto a colaborar en la destitución del gobierno, adoptando una actitud combativa hacia el comandante en jefe del ejército y tildándolo de ser un oficial superior con "veleidades de futuro dictador".
Toranzo Montero tenía que elegir entre mantenerse firme con las peticiones de su memorándum y arriesgarse a llevar la situación hacia las hostilidades militares entre los sectores que le respondían él y a Larcher o retirarse decorosamente a esperar otra oportunidad para llevar a cabo sus planteos al poder político. Finalmente, por medio de un comunicado dijo que las intenciones del ejército no consistían en encabezar un golpe de Estado sino en señalarle al presidente los problemas más apremiantes del país.
El Presidente Arturo Frondizi se reunió con el expresidente de facto, Teniente General Pedro Eugenio Aramburu, quién le dio su apoyo político y luego se reunió con el personal militar activo para desalentarlos a que tomen cualquier medida por fuera de la Constitución.
El Secretario de Ejército Rodolfo Larcher presentó su renuncia y Frondizi, quien al principio se opuso a aceptarla, se la terminó convalidando el 14 de octubre. Las relaciones del General de División (R) Larcher con los demás generales activos ya estaban en un punto de no retorno, por lo que su continuidad en el cargo, solo podría haber prolongado más la crisis.
Arturo Frondizi ofreció el cargo de Secretario del Ejército al General de Brigada, en actividad, Rosendo Fraga. Este nuevo secretario, quien antes era cercano a Toranzo Montero, se transformó en un firme defensor de la continuidad del gobierno civil una vez ingresado en el gabinete. Por otra parte, el hasta entonces jefe de la Guarnición Campo de Mayo y director del Colegio Militar de la Nación, Rosendo Fraga, gozaba de un enorme prestigio entre sus camaradas, y este factor lo volvió el individuo apropiado para el cargo, ya que paulatinamente muchos generales que adherían a Carlos Toranzo Montero, comenzarían a despegarse de este último.
Carlos Toranzo Montero pretendía seguir elaborando estrategias para provocar la caída de Frondizi. En sus planes descontaba la adhesión de Rosendo Fraga, flamante secretario del ejército quien antes lo había apoyado. Pero este último rehuía a todo tipo de insinuación golpista. Además, Fraga comenzó a tomar ciertas medidas que recortaron el poder y la influencia de Toranzo Montero. Una de estas fue ordenar la cancelación de las reuniones semanales del generalato, donde el Comandante en Jefe era la voz principal. El secretario Fraga, con lentitud y cautela, iba anulando los circuitos de influencia de Toranzo Montero.

### Intento final de sublevación y retiro: marzo de 1961
A mediados de marzo de 1961, una serie de hechos habían provocado la alerta y la furia en Carlos Toranzo Montero y en los sectores militares y civiles que compartían su visión. El triunfo del socialista Alfredo Palacios como senador por Capital Federal con el apoyo de los comunistas y algunos sectores del peronismo, trajo como consecuencia entre los sectores cercanos al pensamiento del comandante en jefe del ejército la sensación de que si no se adoptaban medidas severas contra este fenómeno, el país correría el riesgo de caer bajo el yugo del comunismo. El malestar de este sector se hizo aún más hondo luego de que trascendiera que el gobierno estaba manejando la posibilidad de dejar sin efecto el Plan CONINTES, hecho que significaba un recorte en la cuota de poder militar ya que no contarían con la potestad de reprimir en ciertas provincias donde sectores afines al peronismo estaban tendiendo lazos con la UCRI. El 16 de marzo de 1961, el gobierno de Frondizi entregó la Confederación General del Trabajo de la República Argentina (CGT) a un movimiento laboral unificado integrado por veinte gremios, de los cuales diez eran peronistas. Toranzo Montero montó en cólera una vez anoticiado del hecho, calificando el suceso como una "vergonzosa entrega" de la CGT a "los delincuentes de la dictadura". Otro hecho que ayudó a colmar la paciencia de Toranzo Montero y sus adherentes fue la propuesta realizada por la cancillería argentina de actuar como mediadora entre los Estados Unidos y Cuba, en lugar de alinearse directamente con el gobierno estadounidense.
Con la sumatoria de los acontecimientos citados en el párrafo anterior, el Teniente General Carlos Severo Toranzo Montero sondeó al Secretario del Ejército, General de División Rosendo María Fraga, y a otros generales sobre la necesidad de acabar con el gobierno de Frondizi. Sorprendido, comprobó que no solo Fraga rechazó todo intento de desestabilizar al gobierno, sino que también muchos de sus antiguos simpatizantes se referían hacia su figura de manera desacreditadora, llamándolo "el general politizado". Enterado de que Fraga no lo apoyaba, y de que tampoco se hicieron eco de sus planes golpistas dos de sus más allegados generales de división, Raúl Poggi (Jefe del I Cuerpo de Ejército) y José Pablo Spirito (Jefe del Estado Mayor General del Ejército), Carlos Toranzo Montero pidió su relevo el 22 de marzo de 1961. El secretario Fraga aceptó su pedido verbal y le comunicó que quedaba desafectado del cargo de Comandante en Jefe del Ejército Argentino. En las primeras horas del 23 de marzo de 1961 ratificó su decisión de pase a retiro voluntario. La efectivización de su pase a retiro cobró vigencia a partir del 18 de abril de 1961. Su lugar fue ocupado por el General de División Raúl Poggi.
El retiro del Teniente General Carlos Severo Toranzo Montero, trajo un poco más de alivio al presidente Arturo Frondizi, quién pudo por un tiempo maniobrar con más libertad y sin la tutela asfixiante del Ejército que tuvo durante casi dos años de gestión.